# Louis Charles Ambroise Regnard-Claudin
Pour les articles homonymes, voir Regnard (homonymie) et Claudin (homonymie).
Louis Charles Ambroise Regnard-Claudin est un homme politique français, né le 21 novembre 1748 à La Ferté-sous-Jouarre (Seine-et-Marne) et mort le 28 octobre 1828 au même lieu.
Négociant, maire de La Ferté-sous-Jouarre, il est député de Seine-et-Marne de 1791 à 1792, se montrant peu enthousiaste pour la Révolution. Il est nommé conseiller d'arrondissement en 1818.

## Sources
- « Louis Charles Ambroise Regnard-Claudin », dans Adolphe Robert et Gaston Cougny, Dictionnaire des parlementaires français, Edgar Bourloton, 1889-1891 [détail de l’édition]